# Моока (Тотіґі)

36°26′25″ пн. ш. 140°0′47″ сх. д. / 36.44028° пн. ш. 140.01306° сх. д.
Моо́ка (яп. 真岡市, もおかし, МФА: [mo.oka ɕi̥]) — місто в Японії, в префектурі Тотіґі.

## Короткі відомості
Розташоване в південно-східній частині префектури, на східному березі річки Кіну. Виникло на базі поселення, яке в 17 — 19 століттях перебувало під безпосереднім контролем сьоґунату Токуґава. Основою економіки є комерція. Традиційне ремесло — виробництво мооцької бавовни. Станом на 1 жовтня 2008 площа міста становила 111,76 км². Станом на 1 січня 2009 населення міста становило 67 150 осіб.